# KOAZ
KOAZ ist eine kommerzielle US-Radiostation aus Isleta Pueblo, New Mexico. Sie gehört der Vanguard Media LLC und sendet auf 1510 kHz mit 5 kW tagsüber und stark reduzierter Leistung nachts. Die Station versorgt die Albuquerque Metropolitan Area mit einem entspannten Jazz-Format.